# Mölndals TK
Mölndals TK bildades år 1956 och är en tennisklubb från Mölndal. Klubben är en av göteborgsregionens sex största klubbar, både till antalet medlemmar och storleken på träningsverksamheten. MTK har i dagsläget fem fast anställda, samt 8 timanställda tränare och hjälptränare.
Mölndals Tenniscenter består av fyra GreenSet-banor inomhus och tre grusbanor vid sidan av hallen. Klubben driver dessutom en utebana vid Lindevi i Lindome.
MTK har en väl utvecklad verksamhet med ca. 600 medlemmar varav 300 är aktiva i ordinarie träningsverksamhet, och 150 är aktiva juniorer i åldrarna 6-20 år. Under de senaste åren har MTK varit väl representerat i tävlingsspel på juniornivå. Såväl regionalt som på högsta nationella nivå. På seniornivå har MTK många aktiva serielag både på herr- och damsidan.
Klubben står som arrangör för många olika sorters aktiviteter och tävlingsspel. Bland annat spelas en stor juniorturnering, Mölndals Tennis Open, i mellandagarna varje år.

## Tävlingar
Klubben har arrangerat många tävlingar, bland annat inomhus-SM för 18- och 21-åringar vid ett flertal tillfällen 1991-2000. Under dessa år korades tennisstjärnor som Sofia Arvidsson, Thomas Johansson, Andreas Vinciguerra och Robin Söderling till Svenska mästare. Återkommande tävling är IF SO TOUR/Lilla Klubbtouren. För första gången arrangeras MTK Grus Open i augusti 2013. 

## Kända spelare
- Christian Bergström
- Markus Eriksson

## Tennishall
Hallen där verksamheten bedrivs ligger i Rävekärr på Kungsbackavägen 86, och kan ses från motorvägen E6:an. Hallen, Mölndals tenniscenter invigdes 10 mars 1990, omfattar sedan februari 2010 fyra nya hardcourtbanor av typen GreenSet och sedan maj 2000 tre grusbanor utomhus bredvid hallen.